# Karl Helbig
Karl Friedrich Gustav Helbig, född 15 augusti 1897 i Bayreuth i Bayern, död 25 maj 1951 i Tyresö (vid bortgången bosatt i Stockholm, folkbokförd i Tyska S:ta Gertruds församling), var en tysk-svensk skulptör, målare och grafiker.
Karl Helbig var son till möbelsnickaren Gustav Helbig och Babette Bauer. Efter studier vid Kunstgewerbeshule i Nürnberg 1918–1922 och vid Vereinigte Staatsschulen für freie und angewandte Kunst i Berlin 1927–1930, samt vistelser i Paris och Danmark 1930–1935, kom Helbig som flykting till Sverige 1935. Separat ställde han bland annat ut på De ungas salong i Stockholm 1940 och han medverkade i ett flertal samlingsutställningar, bland annat Berliner Secession 1929, i Köpenhamn 1934 och utställningen Konstnärer i landsflykt som visades i Stockholm 1944 samt en utställning med utländska konstnärer på Konstnärshuset i Stockholm. 
Bland hans offentliga arbeten märks granitbysten av C. F. Thelander i Västerås folkets park och träreliefen Klagande kvinnor i Riksby skola. Som skulptör utförde han talrika porträttskulpturer i skiftande material och hans bildkonst består av akvareller och träsnitt. 
År 1951 begick Helbig självmord. Han är gravsatt på Skogskyrkogården i Stockholm.